# Kvanghungcshang állomás
Kvanghungcshang (Gwangheungchang) állomás a szöuli metró 6-os vonalának állomása Mapho-ku (Mapo-gu) kerületben.

## Viszonylatok
| 6-os vonal                            | 6-os vonal | 6-os vonal                            |
| ------------------------------------- | ---------- | ------------------------------------- |
| Szangszu (Sangsu) Ungam (Eungam) felé | 6-os vonal | Tehung (Daeheung) Sinne (Sinnae) felé |